# The Outsiders (álbum)
The Outsiders é o quarto álbum de estúdio do cantor norte-americano Eric Church, lançado a 11 de Fevereiro de 2014 através da EMI Nashville. O disco estreou na primeira posição da tabela musical Billboard 200, com 288 mil unidades vendidas na semana de estreia.

## Desempenho nas tabelas musicais

### Posições
| Tabela musical (2014)                     | Melhor posição |
| ----------------------------------------- | -------------- |
| Canadá - Canadian Albums                  | 1              |
| Estados Unidos - Billboard 200            | 1              |
| Estados Unidos - Billboard Country Albums | 1              |

### Certificações
| País           | Provedor | Certificação |
| -------------- | -------- | ------------ |
| Estados Unidos | RIAA     | Ouro         |